# 巴日里
巴日里（法語：Bagiry，法語發音：[baʒiʁi]）是法国上加龙省的一个市镇，属于圣戈当区。

## 地理
巴日里（42°58'40"N, 0°37'33"E）面积2.78 平方千米，位于法国奧克西塔尼大區上加龙省，该省份为法国西南部内陆省份，西南端与西班牙接壤，自此顺时针与上比利牛斯省、热尔省、塔恩-加龙省、塔恩省、奥德省和阿列日省接壤。
与巴日里接壤的市镇（或旧市镇、城区）包括：圣玛丽、贝尔特朗、萨米朗、锡拉当、加列、奥尔、伊约。

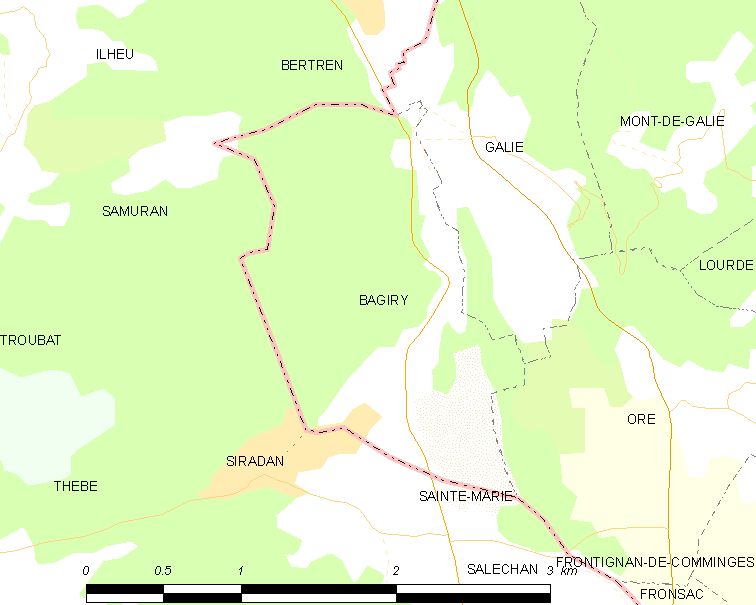
巴日里的OSM定位图

巴日里的时区为UTC+01:00、UTC+02:00（夏令时）。

## 行政
巴日里的邮政编码为31510，INSEE市镇编码为31041。

## 政治
巴日里所属的省级选区为巴涅尔德吕雄县。

## 人口

1962-2008年间巴日里人口变化图示

巴日里于2022年1月1日时的人口数量为107人。